# 堪薩斯城聯合車站
堪薩斯城聯合車站（英語：Kansas City Union Station）是美國密蘇里州堪薩斯城的一座聯合車站，開業於1914年。在第二次世界大戰結束時，其乘客數超過67萬人。然而在1950年代，堪薩斯城聯合車站的乘客數大幅減少，並在1985年關閉。1999年時，這座建築曾改建為博物館。2002年開始，堪薩斯聯合車站重新開始發揮火車站功能，現在是密蘇里州第二繁忙的火車站。

## 外部連結
- Union Station Kansas City, official website （页面存档备份，存于）
- 360KC.com, Union Station, 360° visual Internet tours （页面存档备份，存于）
- Kansas City, MO (KCY) (Amtrak's Great American Stations) （页面存档备份，存于）
- Amtrak - Stations - Kansas City, MO

1. ↑   (PDF). Amtrak. May 2020  [March 2, 2022].
2. ↑  . National Register of Historic Places. National Park Service. 2010-07-09.